# Karolína Kurková
Karolína Isela Kurková (Děčín, República Txeca, 28 de febrer de 1984) és una model txeca, una de les més cèlebres en el món de la moda (al costat de Gisele Bündchen i Natalia Vodianova).

## Biografia
A la curta edat de 14 anys, un amic va enviar unes fotos de Kurková a una agència de models de Praga. De seguida la van cridar, i als pocs mesos ja treballava sobre la passarel·la, i el seu rostre es va fer ràpidament famós en campanyes de publicitat i catàlegs.
Al cap de poc va conèixer Miuccia Prada, que la va contractar immediatament per les seves desfilades i la seva campanya publicitària, i que de passada, la va llançar a la fama quan va contactar amb els editors de Vogue a Nova York.
Tot just un any després de la seva arribada a Nova York, Karolina va ser triada com a La Model de l'Any per VH1.
Com a curiositat, hi ha el debat sobre el melic de la model, el qual ha estat introduït en moltes fotografies publicitàries a través d'infografia. La realitat és que el melic de la model és pràcticament inexistent, prenent especial força l'opinió sobre una possible operació de cirurgia estètica. En nombrosos desfilades en directe s'ha pogut apreciar clarament la "no presència" del melic, així com en fotografies.